# 152 a.C.
Il 152 a.C. (CLII a.C. in numeri romani) è un anno  del II secolo a.C.

## Eventi
- Lucio Valerio Flacco, Marco Claudio Marcello, per la terza volta, diventano consoli della Repubblica romana.

## Morti
- Marco Emilio Lepido, politico e generale romano
- Tolomeo Eupatore, principe egizio (n. 166 a.C.)
- Lucio Valerio Flacco, politico romano